# Соломаха Сергій Васильович
Соломаха Сергій Васильович (4 червня 1955, Чернігів) — борець за незалежність України у XX сторіччі, український громадський діяч, публіцист, краєзнавець, депутат Чернігівської міської ради першого демократичного скликання (1990—1994), заступник голови Чернігівської краєвої організації Народного Руху України (1992), Чернігівської обласної організації НРУ (1998—1999, 2013—2017, з 2021), РУХ(УНР) (1999—2001), Української народної партії (2003—2013), начальник управління у справах молоді та спорту Чернігівської обласної державної адміністрації (1992—1994).

## Біографія
Народився 4 червня 1955 року в м. Чернігові.
Навчався чернігівській середній школі № 6. У 1977 році закінчив Чернігівську філію  Київського політехнічного інституту з відзнакою, по спеціальності «Технологія та обладнання зварювального виробництва», за фахом інженер-механік, у 2003 році — Чернігівський державний інститут економіки та управління по спеціальності «Облік і аудит», за фахом економіст.
У 1977 році - інженер-технолог Київського заводу «Більшовик»..
Після строкової службі в армії (1977—1979) працював інженером-конструктором, інженером-технологом, начальником технологічного бюро виробничого об'єднання «Чернігівський радіоприладний завод» (1979—1992), начальником управління у справах молоді та спорту Чернігівської обласної державної адміністрації (1992—1994), заступником голови правління ЗАТ "Інвестиційна компанія «СІВЕР-ІНВЕСТ» (1995—2004), помічником-консультантом народних депутатів України  Володимира Ступака (2005-2006) та Ярослава Дроджика(2007—2012).
Активний учасник руху «СТК», голова Ради трудового колективу («Совет трудового коллектива» (рос.)) відділу головного технолога (1988—1992).

## Громадська і політична діяльність
Один із засновників Чернігівської організації РУХу 9 липня 1989 року, осередку РУХу виробничого об'єднання «ЧРПЗ» в січні 1990 року, заступник голови Чернігівської обласної організації Народного Руху України (2 лютого — 9 червня 1992 р.), заступник голови обласних організацій НРУ (1998—1999, 2013—2017, з 2021), РУХ(УНР) (1999—2001), Української народної партії (2003—2013).
- Депутат Чернігівської міської ради першого демократичного скликання (1990—1994),
- Секретар демократичної депутатської групи «Чернігів».
- Секретар комісії міської ради з розслідування «ГКЧП» (1991 р.).
- Член окружної виборчої комісії  виборчого округу № 206 (2002), виборчого округу № 205 (м. Чернігів) (2012, 2014, 2015, 2019), виборчого округу № 208 (м. Бахмач) (2020).
- Член територіальної виборчої комісії виборчого округу № 208 (м. Чернігів) на виборах Президента України 2004 року.
- Голова територіальної виборчої комісії виборчого округу № 208 на виборах Президента України при повторному голосуванні 26 грудня 2004 року (ІІІ-й тур).
- Заступник голови окружної виборчої комісії виборчого округу № 211 (м. Чернігів) (2007 р.), виборчого округу № 208 (м. Чернігів) (2014 р.).
- Секретар окружної виборчої комісії  виборчого округу № 206 (2016 р.).
- Член обласної (2015 р.) та міської територіальних виборчих комісій (2015—2020 рр.).
- Економічний оглядач газети «Сіверщина».
- Член Всеукраїнського товариства «Просвіта» імені Тараса Шевченка (1989 р.).
- Член Національної спілки журналістів України (2004 р.).
- Учасник Помаранчевої революції та Революції гідності.
- Член робочої групи по перейменуванню топоніміки міста Чернігова при Управлінні культури та туризму Чернігівської міської ради (з 2022 р.).
- Член робочої групи з питань реалізації у Чернігівській області Закону України «Про засудження та заборону пропаганди російської імперської політики в Україні і деколонізацію топонімії» при Чернігівській обласній військовій адміністрації (2024 р.).

## Творчий доробок
- П'ять авторських свідоцтва в галузі лазерного та електронно-променевого зварювання.
- один з упорядників збірника документів і матеріалів «Боротьба за незалежність України у 1989—1992 рр.: Чернігівська крайова організація НРУ за перебудову» (2009),
- співавтор довідника «Чернігівщина: 20 років незалежності України» (2011),
- автор збірки «ЧЕРНІГІВ ЄВРОПЕЙСЬКИЙ. ПОВЕРТАЄМО ІСТОРИЧНУ ПАМ'ЯТЬ ТА СПРАВЕДЛИВІСТЬ» (2015),
- автор довідника «Чернігівщина: 30 років незалежності України. Керівна еліта» (2021),
- автор збірки «Чернігівський Євромайдан. Хроніка, факти, спогади» (2023).[2]
- автор збірки "Сіверянські акценти Помаранчевої революції" (2025).

## Відзнаки
- Медаль «За отличие в воинской службе» ІІ ступеня (1978).